# 四川褐头山雀
四川褐头山雀（学名：Poecile weigoldicus）是山雀科高山山雀属的一种鸟类，又名四川山雀、川褐头山雀，分布于中国西南地区。
该物种原被视为褐头山雀的一个亚种，根据2002年的一项系统学研究被提升为单独的物种。四川褐头山雀是单型物种，没有亚种分化。
四川褐头山雀体重约11.1克，翼长约59.9毫米，嘴峰长约10.3毫米，喙宽度约2.7毫米，喙厚度约3.3毫米，跗蹠长约17毫米，尾长约46.9毫米。川褐头山雀在其分布区内为留鸟，其栖息在密集的高大树木组成的森林中，食性为杂食性，主要食物来源是陆生无脊椎动物。